# کنسرتو پیانو شماره ۱ (سن-سانس)

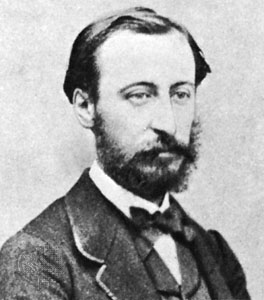
کامی سن-سانس

کنسرتو پیانو شماره ۱ در ر ماژور اپوس. ۱۳، اولین کنسرتوی ساخته شده توسط کامی سن-سانس در سال ۱۸۵۸ است، این سمفونی در زمانی که آهنگساز ۲۳ ساله بود ساخته شد این سمفونی به ماری جائل تقدیم شد. این اولین کنسرتو پیانو است که توسط این آهنگساز بزرگ فرانسوی نوشته شده است.